# Csongor Knipli
Csongor Knipli (ur. 19 kwietnia 1993) – węgierski zapaśnik walczący w stylu klasycznym.
Zajął siedemnaste miejsce na mistrzostwach Europy w 2014, a także na igrzyskach europejskich w 2015. Czwarty w Pucharze Świata w 2014 roku.
Mistrz Węgier w 2014 roku